# 이국적 초구 모노이드
미분위상수학에서 이국적 초구(異國的超球, exotic sphere)는 n차원 초구와 위상 동형이지만 미분 동형은 아닌 다양체를 말한다. 다시 말해 위상적으로는 구와 같지만 매끄러움 구조가 일반적인 구와 다른 다양체이다.
일반적인 구를 항등원으로, 연결합을 연산으로 놓으면 각 n차원에 대해서 이국적 구는 가환 모노이드를 이룬다. 이 모노이드는 n=4인 경우를 제외하면 유한 아벨 군이 된다.

## 개요
위상수학에서는 어떤 다양체가 단위 n차원 초구 {\displaystyle \{(x_{1},x_{2},\ldots ,x_{n+1})|x_{1}^{2}+x_{2}^{2}+\cdots +x_{n+1}^{2}=1\}\in \mathbb {R} ^{n}} 사이에 위상동형사상이 존재하면 그 다양체를 ‘n차원 초구’라 부른다. 한편 미분위상수학에서는 두 다양체 사이에 미분동형사상이 있으면서 그 사상과 역사상이 무한 번 미분 가능한 매끄러운 사상일 경우 두 다양체의 매끄러움 구조가 같다고 말한다. 이 때 단위 초구(‘표준 초구’)와 위상동형이지만 매끄러움 구조가 서로 다른 다양체를 ‘이국적 초구’라 부른다.

## 분류
같은 차원의 이국적 초구 두 개를 연결합을 하면 초구와 위상 동형이 된다. ({\displaystyle \mathbb {S} ^{n}\#\mathbb {S} ^{n}\cong _{\operatorname {TopMfd} }\mathbb {S} ^{n}}.) 또한 연결합은 교환 법칙과 결합 법칙을 따르므로 각각의 n차원 이국적 초구는 가환 모노이드를 이룬다. 이 가환 모노이드는 {\displaystyle n\neq 4}일 때 역원이 존재하는 아벨군이 되며, n차원 호모토피 초구들이 이루는 h-보충 경계류들의 군 {\displaystyle \Theta _{n}}과 동형이 된다.
n=4일 때 초구가 존재하는지, 얼마나 많은지, 모노이드가 어떤 구조인지는 미해결 문제이다.

### 성질
- {\displaystyle \Theta _{n}}은 유한 아벨 군이다.
- 표준 매끄러운 초구는 {\displaystyle \Theta _{n}}의 항등원을 이룬다.
- {\displaystyle n\in \{0,1,2,3,5,6,12,56,61\}}일 때, {\displaystyle \Theta _{n}}은 자명군이다.[1]:Corollary 1.15
- {\displaystyle n}이 1, 3, 5, 61이 아닌 홀수라면, {\displaystyle |\Theta _{n}|>1}이다.[1]:Corollary 1.13
- {\displaystyle \Theta _{7}}은 크기 28의 순환군이다.

### 평행화 가능 다양체
군 {\displaystyle \Theta _{n}}의 원소 중 평행화 가능 다양체의 경계가 될 수 있는 초구들의 집합 {\displaystyle bP_{n+1}}은 {\displaystyle \Theta _{n}}의 부분 순환군을 이룬다. 그 몫군 {\displaystyle \Theta _{n}/bP_{n+1}}의 발견은 수술 이론 발전에 기여했다.
{\displaystyle bP_{n+1}}는 n이 짝수일 때는 자명군이며, {\displaystyle n=4k+1}일 때는 원소 1개 또는 2개의 군이다. 언제 2가 되는지는 케르베르 불변량과 관련이 있으며 n=125인 경우를 제외하고는 전부 밝혀져 있다. {\displaystyle n=4k-1,k\geq 2}인 경우
{\displaystyle |bP_{n+1}|=|bP_{4k}|=2^{2k-2}(2^{2k-1}-1)B}
이며, 여기서 B는 {\displaystyle 4B_{2k}/k}의 분모이고 {\displaystyle B_{2k}}는 베르누이 수이다. (베르누이 수는 문헌마다 정의가 조금씩 다르다.)

### 안정 호모토피군과의 관계
몫군 {\displaystyle \Theta _{n}/bP_{n+1}}은 초구의 안정 호모토피군 {\displaystyle \pi _{n}^{S}}과 J-준동형의 상 사이의 몫군과 관련이 있다. 사상
{\displaystyle \Theta _{n}/bP_{n+1}\to \pi _{n}^{S}/\operatorname {im} (J)}
은 단사이며 index가 1 또는 2이다. 언제 2가 되는지는 케르베르 불변량과 관련이 있다.

### Θn{\displaystyle \Theta _{n}}의 크기
{\displaystyle \Theta _{n}}의 크기는 다음과 같다.
|                                                     | OEIS    | n=1 | 2 | 3 | 4 | 5 | 6 | 7  | 8 | 9   | 10 | 11  | 12 | 13 | 14  | 15    | 16 | 17    | 18  | 19     | 20 |
| --------------------------------------------------- | ------- | --- | - | - | - | - | - | -- | - | --- | -- | --- | -- | -- | --- | ----- | -- | ----- | --- | ------ | -- |
| {\displaystyle \|\Theta _{n}\|}                     | A1676   | 1   | 1 | 1 | 1 | 1 | 1 | 28 | 2 | 8   | 6  | 992 | 1  | 3  | 2   | 16256 | 2  | 16    | 16  | 523264 | 24 |
| {\displaystyle \|bP_{n+1}\|}                        | A187595 | 1   | 1 | 1 | 1 | 1 | 1 | 28 | 1 | 2   | 1  | 992 | 1  | 1  | 1   | 8128  | 1  | 2     | 1   | 261632 | 1  |
| {\displaystyle \Theta _{n}/bP_{n+1}}                |         | 1   | 1 | 1 | 1 | 1 | 1 | 1  | 2 | 2×2 | 6  | 1   | 1  | 3  | 2   | 2     | 2  | 2×2×2 | 8×2 | 2      | 24 |
| {\displaystyle \pi _{n}^{s}/\operatorname {im} (J)} |         | 1   | 2 | 1 | 1 | 1 | 2 | 1  | 2 | 2×2 | 6  | 1   | 1  | 3  | 2×2 | 2     | 2  | 2×2×2 | 8×2 | 2      | 24 |
| index                                               |         | –   | 2 | – | – | – | 2 | –  | – | –   | –  | –   | –  | –  | 2   | –     | –  | –     | –   | –      | –  |

## 이국적 초구의 구체적인 예
존 밀너가 발견한 7차원 이국적 초구는 구체적으로 다음과 같다.
경계다양체 {\displaystyle \mathbb {B} ^{4}\times \mathbb {S} ^{3}\times \{0,1\}}를 생각하자. 그 경계는 {\displaystyle \mathbb {S} ^{3}\times \mathbb {S} ^{3}\times \{0,1\}}이다. 3차원 초구는 단위 절댓값의 사원수의 집합 {\displaystyle \{x\in \mathbb {H} \colon |x|=1\}}로 여길 수 있다.
이제, 그 경계를 다음과 같이 이어붙이자.
{\displaystyle (a,b,0)\sim (a,a^{2}ba^{-1},1)\qquad (a,b\in \mathbb {S} ^{3})}
여기서 곱셈은 사원수의 곱셈이다.
이렇게 하여 얻는 7차원 매끄러운 다양체 {\displaystyle X}는 7차원 매끄러운 초구와 위상 동형이지만, 미분 동형이 아니다. 구체적으로, {\displaystyle X}는 7차원 매끄러운 초구와 달리 다음과 같은 성질들을 갖는다.
- 방향을 뒤집는 미분 동형 {\displaystyle X\to {\bar {X}}}이 존재하지 않는다. (반면, 매끄러운 초구의 경우 이것이 간단하게 존재한다.)
- 4차 베티 수가 0인 8차원 매끄러운 경계다양체의 경계가 될 수 없다. (반면, 7차원 매끄러운 초구는 물론 자명한 베티 수를 갖는 8차원 공의 경계이다.)

보다 일반적으로, 7차원에서 존재하는 28개의 초구 매끄러움 구조는 다음과 같다. 복소수 벡터 공간 {\displaystyle \mathbb {C} ^{5}=\{(a,b,c,d,e)\colon a,b,c,d,e\in \mathbb {C} \}}에서, 다음 다항식으로 정의되는 복소수 4차원 (실수 8차원) 대수다양체를 생각하자.
{\displaystyle a^{2}+b^{2}+c^{2}+d^{3}+e^{6k-1}=0\qquad (k\in \{1,2,\dotsc ,28\})}
이제, {\displaystyle \mathbb {C} ^{5}}의 원점에서 충분히 작은 9차원 초구를 생각하자. 9차원 초구와 8차원 다양체의 교집합은 (여차원이 더해지므로) 7차원 매끄러운 다양체를 정의한다. 이제, {\displaystyle k\in \{1,2,\dotsc ,28\}}에 대하여 이들은 각각 28개의 7차원 이국적 초구들을 이룬다.

## 역사

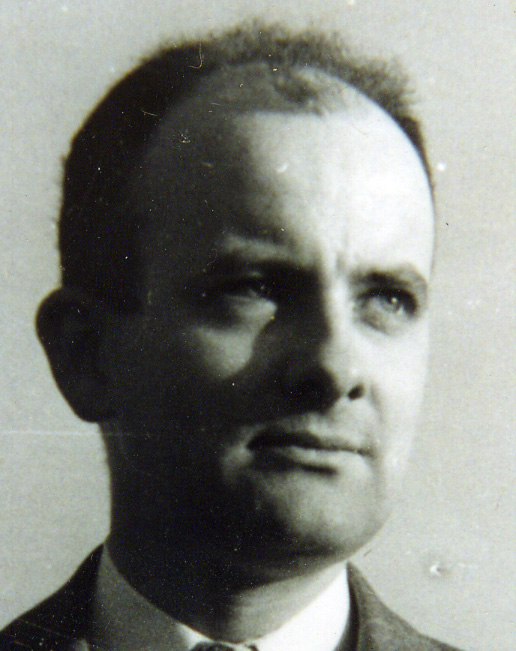
에드윈 에버리스트 모이즈

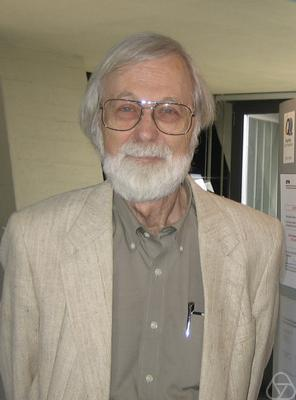
존 밀너

1952년에 에드윈 에버리스트 모이즈(영어: Edwin Evariste Moise, 1918~1998)가 {\displaystyle M_{3}}이 자명군이라는 사실을 증명하였다. (2차원 이하의 경우는 자명하다.)
최초의 이국적 초구는 존 밀너가 1956년에 발견한 7차원 이국적 초구이다. 이에 대하여 밀너는 훗날 다음과 같이 적었다.
| “ | 1950년대 중반에 이러한 [이국적 초구의] 예를 발견하였을 때, 나는 매우 당혹스러웠으며 이것이 무엇을 의미하는지 몰랐다. 처음에 나는 내가 7차원에서 일반화 푸앵카레 추측의 반례를 발견했다고 생각했다. 그러나 조심스럽게 연구한 결과, 이 다양체가 실제로 S7와 위상 동형인 것으로 드러났다. 따라서, S7 위에는 표준 매끄러움 구조와 다른 매끄러움 구조가 존재한다. When I came upon such an example in the mid-50s, I was very puzzled and didn’t know what to make of it. At first, I thought I’d found a counterexample to the generalized Poincaré conjecture in dimension seven. But careful study showed that the manifold really was homeomorphic to S7. Thus, there exists a differentiable structure on S7 not diffeomorphic to the standard one. | ” |
|   | — |   |

이후 1963년에 미셸 케르베르와 존 밀너가 5차원 이상의 경우 {\displaystyle M_{n}}이 유한 아벨 군이며, 또한 그 군을 h-보충 경계 이론을 통해 계산할 수 있다는 사실을 증명하였다.

## 같이 보기
- 별난 4차원 유클리드 다양체
- 7차원

## 참고 문헌
1. 1 2  Wang, Guozhen; Xu, Zhouli (2016). “The triviality of the 61-stem in the stable homotopy groups of spheres” (영어). arXiv:1601.02184.
2. ↑  Moise, Edwin Evariste (1952). “Affine structures in 3-manifolds. Ⅴ. The triangulation theorem and Hauptvermutung”. 《Annals of Mathematics》 (영어) 56: 96–114. ISSN 0003-486X. JSTOR 1969769. MR 0048805.
3. ↑  Milnor, John Willard (1956). “On manifolds homeomorphic to the 7-sphere”. 《Annals of Mathematics》 (영어) 64 (2): 399–405. doi:10.2307/1969983. JSTOR 1969983. MR 0082103.
4. ↑  Milnor, John Willard (2009). 〈Fifty years ago: topology of manifolds in the 50’s and 60’s〉 (PDF).   Mrowka, Tomasz S.; Ozsváth., Peter S. 《Low dimensional topology. Lecture notes from the 15th Park City Mathematics Institute (PCMI) Graduate Summer School held in Park City, UT, Summer 2006.》. IAS/Park City Math. Ser. (영어) 15. American Mathematical Society. 9–20쪽. ISBN 978-0-8218-4766-4. MR 2503491.
5. ↑  Kervaire, Michel A.; Milnor, John Willard (1963). “Groups of homotopy spheres Ⅰ” (PDF). 《Annals of Mathematics》 (영어) 77 (3): 504–537. doi:10.2307/1970128. JSTOR 1970128. MR 0148075.